# Anonchus mirabilis
Anonchus mirabilis är en rundmaskart som först beskrevs av Hofmanner 1914.  Anonchus mirabilis ingår i släktet Anonchus och familjen Leptolaimidae. Inga underarter finns listade i Catalogue of Life.